# Inuuteq Holm Olsen
Inuuteq Holm Olsen (* 4. März 1969) ist ein grönländischer Diplomat und Beamter.

## Leben
Inuuteq Holm Olsen besuchte bis 1989 das Gymnasium in Aasiaat. Anschließend absolvierte er bis 1994 ein Bachelorstudium in Politikwissenschaft an der University of Alaska Fairbanks und anschließend ein Masterstudium in Internationalen Angelegenheiten an der George Washington University. Anschließend wurde er im grönländischen Außenministerium angestellt und arbeitete von 1997 bis 1999 als Ministersekretär für Regierungschef Jonathan Motzfeldt. Nach einer Anstellung am dänischen Außenministerium war er von 2000 bis 2003 als Botschaftssekretär an der grönländischen EU-Repräsentation in Brüssel angestellt. Von 2003 bis 2004 war er Bürochef im grönländischen Außenministerium und von 2004 bis 2013 Direktor. 2013 war er Chefberater im dänischen Außenministerium. 2014 wurde er zum grönländischen Repräsentationschef in der neueröffneten Repräsentation in Washington, D.C. ernannt. 2021 wurde er zur EU-Repräsentation versetzt. 2020 wurde er zum Berater der grönländischen Verfassungskommission berufen.